# Panama-Klasse
Die drei Kombischiffe der Panama-Klasse wurden für die Panama Railroad Company gebaut und absolvierten dort unterschiedlich lange Dienstzeiten.

## Planung und Bau
Die Planung zum Bau der Schiffe begann 1936 und fiel in die Gründungszeit der United States Maritime Commission, die den Bau und Betrieb der US-Handelsflotte unterstützte. Die Panama Railroad Company bewarb sich um eine Förderung und das New Yorker Schiffsingenieurbüro George G. Sharp entwarf einen entsprechenden Kombischiffstyp für rund 200 Passagiere, etwa 8282 Kubikmetern Laderauminhalt (davon 2562 Kubikmeter Kühlladeraum), der eine Dienstgeschwindigkeit von 16,5 Knoten erreichten sollte. Die US-amerikanische Schiffbauindustrie wurde um entsprechende Angebote mit Dampfturbinen- oder wahlweise Dieselmotorenantrieb ersucht. Es wurden ausschließlich Angebote für Turbinenschiffe eingereicht und das Schiffbauunternehmen Bethlehem Steel Company machte mit 4.040.000 US-Dollar pro Schiff das günstigste Angebot. Am 20. Mai 1937 gab der US-amerikanische Kriegsminister Harry H. Woodring den Vertrag über den Bau der drei Kombischiffe durch Bethlehem Shipbuilding bekannt. Die ersten beiden Schiffe wurden am 25. Oktober 1937, das dritte am 15. November 1937 auf Kiel gelegt. Die Fertigstellung der Schiffe folgte im April, Juni und Juli 1939.
Der von Raymond Loewy gestaltete Schiffsentwurf war ohne Sprung konstruiert, die Wohnaufbauten der Kombischiffe zeichneten sich durch feuerhemmende Aluminiumwandverkleidungen aus, welche später mit der Aussage beworben wurden, dass „der Brennstoff das einzige Brennbare an Bord der Schiffe wäre“. Für den Ladungstransport standen fünf Laderäume mit schnellem bordeigenen Ladegeschirr zur Verfügung. Der Rumpf war aluminiumfarben gestrichen, was zur Bauzeit als Besonderheit wahrgenommen wurde.

## Einsatzgeschichte
Die drei Einheiten wurden zunächst von der Panama Line auf dem reedereieigenen Fracht- und Passagierliniendienst zwischen New York über Port-au-Prince und Cristóbal am Panamakanal eingesetzt.
Nach dem Eintritt der Vereinigten Staaten in den Zweiten Weltkriegs übernahm der US Army Transportation Service 1941 zuerst die Panama und setzte sie bis zum Kriegsende als James Parker ein. Nach der Rückgabe an die Panama Railroad Company wurde sie von 1946 bis 1957 wieder auf ihrem ursprünglichen Dienst als Panama eingesetzt. Die Panama wurde 1957 von der Reederei American President Lines übernommen und bis 1964 als President Hoover eingesetzt, bevor sie von der griechischen Reederei Chandris 1964 zunächst als Regina und ab 1972 als Regina Prima für Kreuzfahrten verwendet wurde. Ab 1979 war sie in Piräus aufgelegt, bevor sie 1985 zur Verschrottung nach Aliağa geschleppt wurde. Dort traf sie am 4. Dezember 1985 beim Schiffsabbruchbetrieb Kalkavanlar GS Ticaret AS ein.
Anfang 1942 übernahm die US-Army die Ancon und gab diese im August 1942 an die US-Navy weiter, die sie zuerst als Ancon (AP-66) betrieb, bevor sie sie ab 1943 als Ancon (AGC-4) auf verschiedenen Kriegsschauplätzen einsetzte. Im Februar 1946 nahm auch die Ancon ihren Panama-Liniendienst wieder auf und diente dort bis zum April 1961. Ab Juni 1962 war sie als Trainingsschiff State of Maine der Maine Maritime Academy in Fahrt. Nach ihrer Rückgabe an die United States Maritime Administration wurde das Schiff zum Abbruch verkauft. Es traf am 25. Mai 1973 bei der North American Smelting Company in Fieldsboro, New Jersey, zur Verschrottung ein.
Nach dem japanischen Angriff auf Pearl Harbor wurde auch die Cristobal ab Januar 1942 für Truppentransporte umgerüstet. Sie wurde am 16. Juni 1946 in New York an die Panama Line zurückgeliefert und nahm den regulären Betrieb wieder auf. Vor dem Hintergrund des verhältnismäßig teuren Betriebes unter amerikanischer Flagge, dem hohen Brennstoffverbrauch und dem seit Anfang der 1960er Jahre auch in Mittelamerika rasch zunehmenden Luftreiseverkehrs waren die Schiffe nicht mehr wirtschaftlich zu betreiben. Die Christobal wurde als letztes der drei Schiffe nach rund 42 Dienstjahren nach der letzten Panamareise im September 1981 aufgelegt, bevor sie zum Abbruch nach Brownsville fuhr, wo sie am 10. November 1981 beim Abbruchunternehmen Consolidated Andy Inc. eintraf.

## Übersicht
| Panama-Klasse | Panama-Klasse | Panama-Klasse | Panama-Klasse                                  | Panama-Klasse |
| Bauname       | Bau- nummer   | IMO- nummer   | Kiellegung Stapellauf Indienststellung         | Umbenennungen und Verbleib                                                                                         |
| ------------- | ------------- | ------------- | ---------------------------------------------- | --- |
| Panama        | 1467          | 5283891       | 25. Oktober 1937 24. September 1938 April 1939 | 1941 James Parker, 1946 Panama, 1957 President Hoover, 1964 Regina, 1972 Regina Prima 1985 in Aliağa verschrottet. |
| Ancon         | 1468          | 5339157       | 25. Oktober 1937 10. Dezember 1938 Juni 1939   | 1962 State of Maine, 1973 in Fieldsboro verschrottet.                                                              |
| Cristobal     | 1469          | 5082259       | 15. November 1937 4. März 1939 Juli 1939       | 1981 in Brownsville verschrottet.                                                                                  |